# Eddie's Head
 (mars 2015).
Si vous disposez d'ouvrages ou d'articles de référence ou si vous connaissez des sites web de qualité traitant du thème abordé ici, merci de compléter l'article en donnant les références utiles à sa vérifiabilité et en les liant à la section « Notes et références ».

Eddie's Head est le nom donné à l'intégrale d'Iron Maiden sortie le 1er décembre 1998. Elle regroupe à ce moment-là l'intégralité des albums studio et live du groupe, soit 12 albums jusqu'au Live at Donington, en excluant X Factor et Virtual XI (les deux albums avec Blaze Bayley au chant). 

## Contenu
Tous les albums sont remasterisés et contiennent pour certains des titres inédits et pour tous une piste multimedia (Enhanced CD). 
Les pochettes ont été retravaillées pour l'occasion : par exemple, le ciel de The Number of the Beast est désormais gris et non bleu (ce qui était originellement une erreur d'impression). La pochette du Live at Donington a été totalement changée, celle du premier album et No Prayer for the Dying. Au minimum, la colorimétrie a été améliorée.
Si l'on dispose les CD côte à côte sur une étagère, la somme des tranches forme le dessin de la tête d'Eddie du premier album.
Un certificat d'authenticité (avec le numéro indiquant le tirage limité) était inclus.
Elle contient un disque bonus exclusif In Profile qui contient des interviews du groupe et des extraits musicaux.
L'originalité de ce coffret réside dans le fait que les disques sont logés dans un boitier plastique ayant la forme de la tête d'Eddie, la mascotte du groupe. Des LED rouges peuvent être placées dans la boîte derrière chaque œil. Chaque LED dispose d'une pile amovible.
Tous ces CD (sauf In Profile) sont sortis séparément dans le commerce.
Cette intégrale en édition limitée et numérotée est devenue[Quand ?] très rare[réf. nécessaire].